# Titularbistum Lares
Das Bistum Lares (italienisch diocesi di Lares, lateinisch Dioecesis Larensis) ist ein Titularbistum der römisch-katholischen Kirche.
Es geht zurück auf ein früheres Bistum der gleichnamigen antiken Stadt in der römischen Provinz Africa proconsularis bzw. in der Spätantike Zeugitana im heutigen nördlichen Tunesien. Das Bistum gehörte der Kirchenprovinz Karthago an.
| Titularbischöfe von Lares |                                                          |                                                                              |                    |                    |
| Nr.                       | Name                                                     | Amt                                                                          | von                | bis                |
| 1                         | Dionisio Francisco Mellado Eguíluz                       | Weihbischof in Toledo (Spanien)                                              | 30. März 1716      |                    |
| 2                         | Juan Llano Ponte                                         | Weihbischof in Oviedo (Spanien)                                              | 20. November 1769  | 26. September 1791 |
| 3                         | Thomas Gallarati Scotti                                  |                                                                              | 21. Februar 1794   | 10. Juli 1804      |
| 4                         | Jules-François Philippe MSFS                             | Koadjutorbischof von Vizagapatam (Indien)                                    | 24. August 1886    | 16. April 1904     |
| 5                         | Joaquim Antônio d’Almeida                                | emeritierter Bischof von Natal (Brasilien)                                   | 14. Juni 1915      | 1. April 1947      |
| 6                         | Richard Henry Ackerman CSSp                              | Weihbischof in San Diego (USA)                                               | 6. April 1956      | 4. April 1960      |
| 7                         | Luis Aponte Martínez                                     | Weihbischof, Koadjutorbischof von Ponce,(Puerto Rico)                        | 23. Juli 1960      | 18. November 1963  |
| 8                         | Rubén Isaza Restrepo Titularerzbischof pro hac vice      | Koadjutorerzbischof von Bogotá Koadjutorerzbischof von Cartagena (Kolumbien) | 3. Januar 1964     | 3. Oktober 1974    |
| 9                         | Justo Oscar Laguna                                       | Weihbischof in San Isidro (Argentinien)                                      | 1. Februar 1975    | 22. Januar 1980    |
| 10                        | Eduardo Ernesto Fuentes Duarte                           | Weihbischof in Guatemala (Guatemala)                                         | 9. April 1980      | 18. Oktober 1982   |
| 11                        | Ambrose Battista De Paoli Titularerzbischof pro hac vice | Apostolischer Delegat, Apostolischen Pro-Nuntius und Apostolischer Nuntius   | 23. September 1983 | 10. Oktober 2007   |
| 12                        | William Patrick Callahan OFMConv                         | Weihbischof in Milwaukee (USA)                                               | 30. Oktober 2007   | 11. Juni 2010      |
| 13                        | Thomas Naickamparampil                                   | Apostolischer Exarch der Vereinigten Staaten (USA)                           | 14. Juli 2010      | 4. Januar 2016     |
| 14                        | Jose Pulickal                                            | Weihbischof in Kanjirapally (Indien)                                         | 12. Januar 2016    | 15. Januar 2020    |
| 15                        | Peter Kochupuruckal                                      | Weihbischof in Palghat (Indien)                                              | 15. Januar 2020    | 15. Januar 2022    |
| 16                        | Rogério Augusto das Neves                                | Weihbischof in São Paulo (Brasilien)                                         | 3. März 2022       |                    |